# تشنار العليا (تشهار دولي)
تشنار العلیا (بالفارسية: چنار علیا) هي قرية تقع في إيران في Chaharduli Rural District. يقدر عدد سكانها بـ 2,183 نسمة .